# Sonora querida
Sonora querida es un corrido compuesto para celebrar al estado mexicano de Sonora y una de las canciones más emblemáticas, si es que no la más emblemática, de dicho Estado. Existe duda sobre la autoría, algunos lo atribuyen a Adolfo de la Huerta, expresidente interino de México en 1920, y otros señalan a Raúl Castell, un compositor de principios del siglo XX.

## Letra y versiones
En su letra se aluden algunas de las ciudades, municipios o regiones más importantes y representativas de Sonora, exaltando la virtudes y la añoranza de tales lugares. Existe más de una versión, incluso de la que es atribuida a Castell.
Una de las primeras grabaciones registradas de fue hecha por un grupo chicano llamado "Los Madrugadores". Esta grabación fue hecha en los años treinta. Después, han sido muchos los cantantes o intérpretes de este tema musical, entre los que se pueden mencionar a Plácido Domingo, Antonio Aguilar, Cuco Sánchez, Los Dos Reales acompañados por el Mariachi Vargas de Tecalitlán, Luis Pérez Meza, Chayito Valdez, Valentín Elizalde y Gilberto "Sahuaripa" Valenzuela.

## Referencias geográficas de la canción

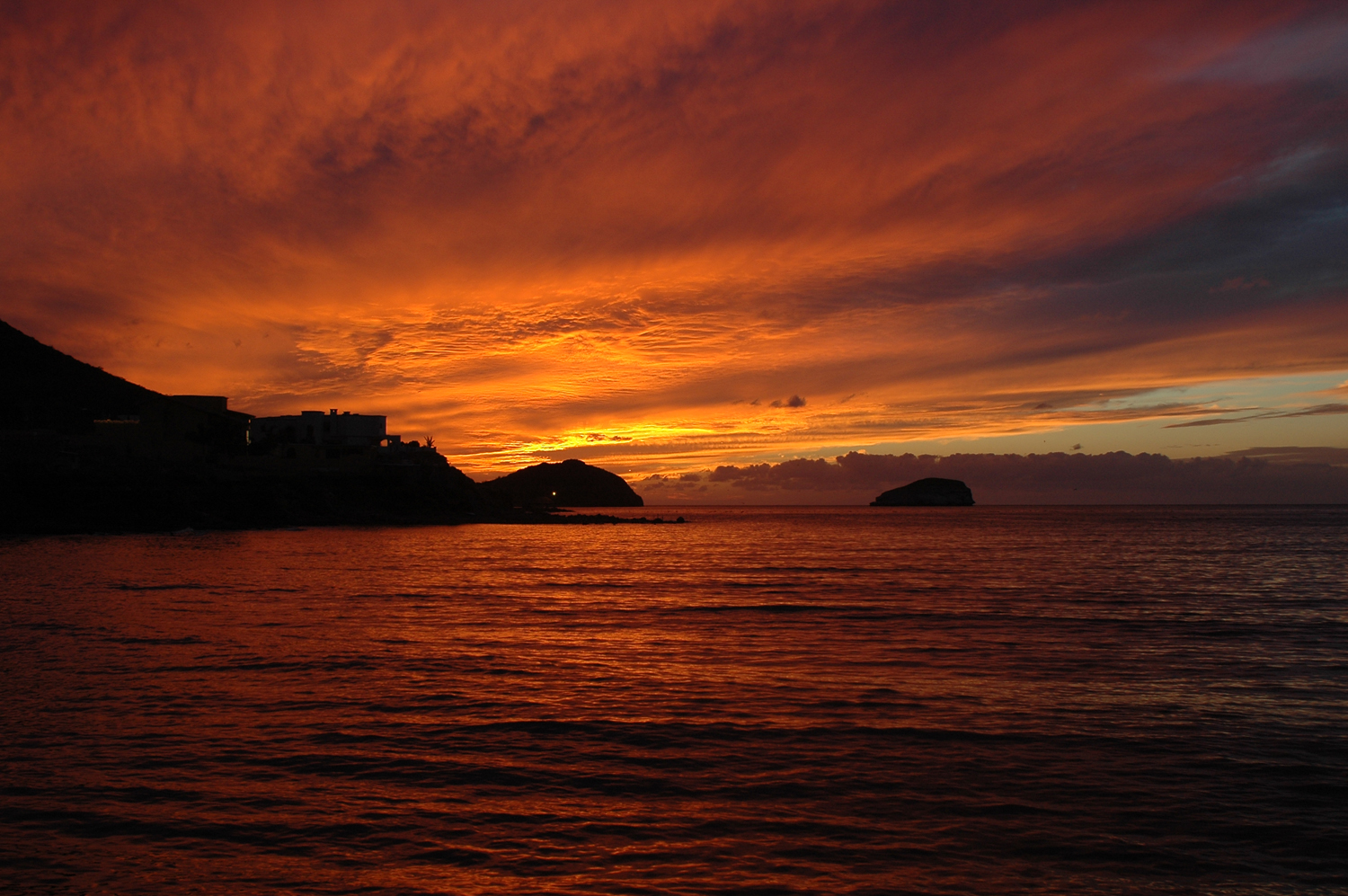
El corrido alude a lugares del estado de Sonora, entre ellos el puerto de Guaymas (en la imagen, atardecer en el muelle).